# 沙曼·库南
沙曼·库南（1980年12月23日—2018年7月6日）是一名前泰國海軍海豹突击队队员。他在睡美人洞救援行動中因氧气耗尽而不幸牺牲，是救援行動中第一位犧牲的救援人員，享年38歲。他的主要任务是將氧氣瓶布置在13名師生可能出洞的路徑上。不料他在回到洞口的途中，因氧氣不足而在距離洞口1.5公里處昏迷。其他救援伙伴發現他在水中昏迷後試圖為他进行加壓急救，但未成功。事後，泰王拉玛十世頒下諭令，追封其軍階至少校，並頒授大十字騎士章（一等）白象勳章，表揚他捨己救人。

## 勋章

### 泰国
2018年： 大十字騎士章（一等）白象勳章